# Pärnumaa
Pärnumaa (estniska: Pärnu maakond eller Pärnumaa) är ett landskap i sydvästra Estland. Arean är 5 407 kvadratkilometer och antalet invånare är 86 163. Residensstad är Pärnu. 
Pärnumaa är beläget 110 km söder om huvudstaden Tallinn och vid Rigabuktens kust. Öarna Kynö och Mannö ingår i landskapet. Pärnu är landskapets största flod och den mynnar i Pärnuviken som utgör Rigabuktens nordöstra hörn. Terrängen i Pärnumaa är flack och många våtmarker förekommer i landskapet. Pärnumaa gränsar till landskapen Läänemaa och Raplamaa i norr, Järvamaa och Viljandimaa i öster och Lettland i söder. 
2017 utvidgades landskapet då området motsvarande de tidigare kommunerna Hanila och Lihula, som en följd av en kommunsammanslagning, tillfördes landskapet från Läänemaa.

## Kommuner

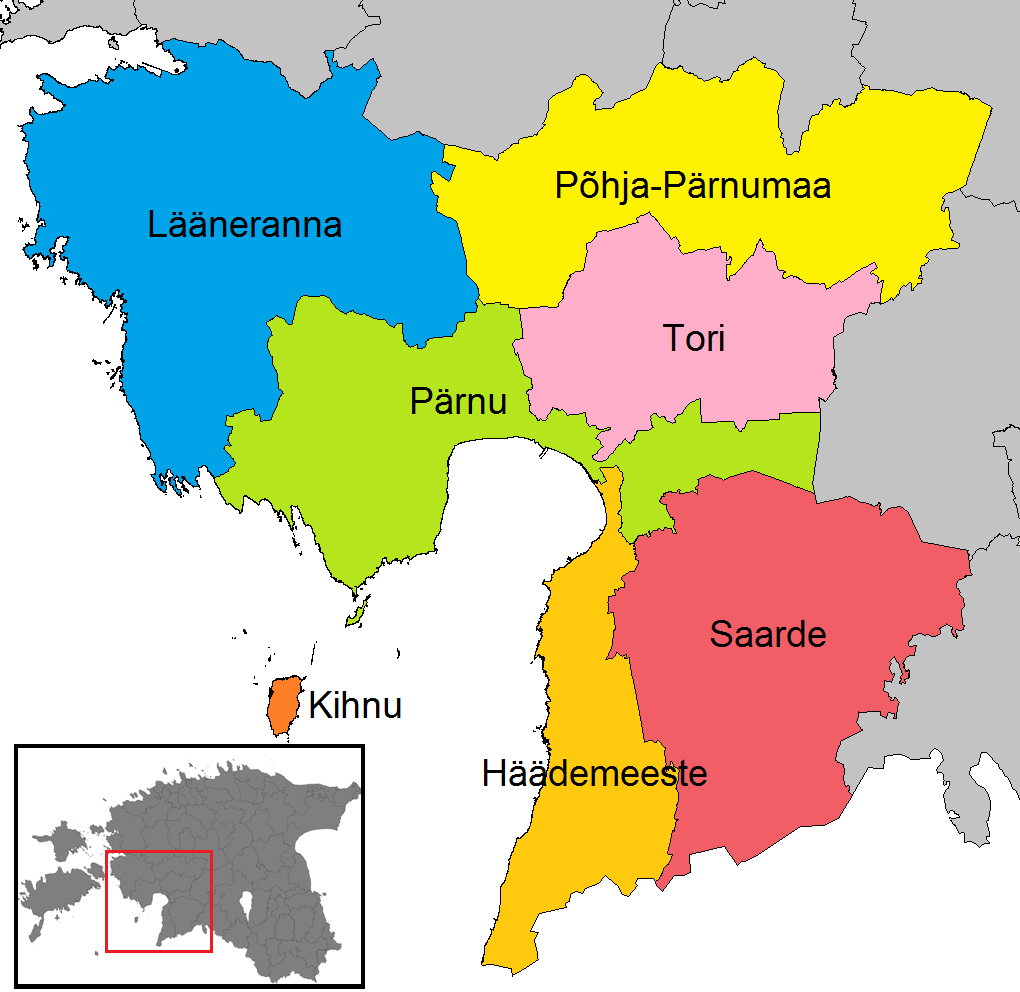
Kommuner i landskapet Pärnumaa.

Landskapet Pärnumaa är sedan 2017 indelat i sju kommuner, varav en stadskommun.

### Stadskommuner
- Pärnu (inkluderar köpingarna Lavassaare och Paikuse)

### Landskommuner
- Häädemeeste
- Kynö
- Lääneranna (inkluderar staden Lihula)
- Põhja-Pärnumaa (inkluderar köpingarna Pärnu-Jaagupi, Tootsi och Vändra)
- Saarde (inkluderar staden Kilingi-Nõmme)
- Tori (inkluderar staden Sindi)

## Tidigare kommuner

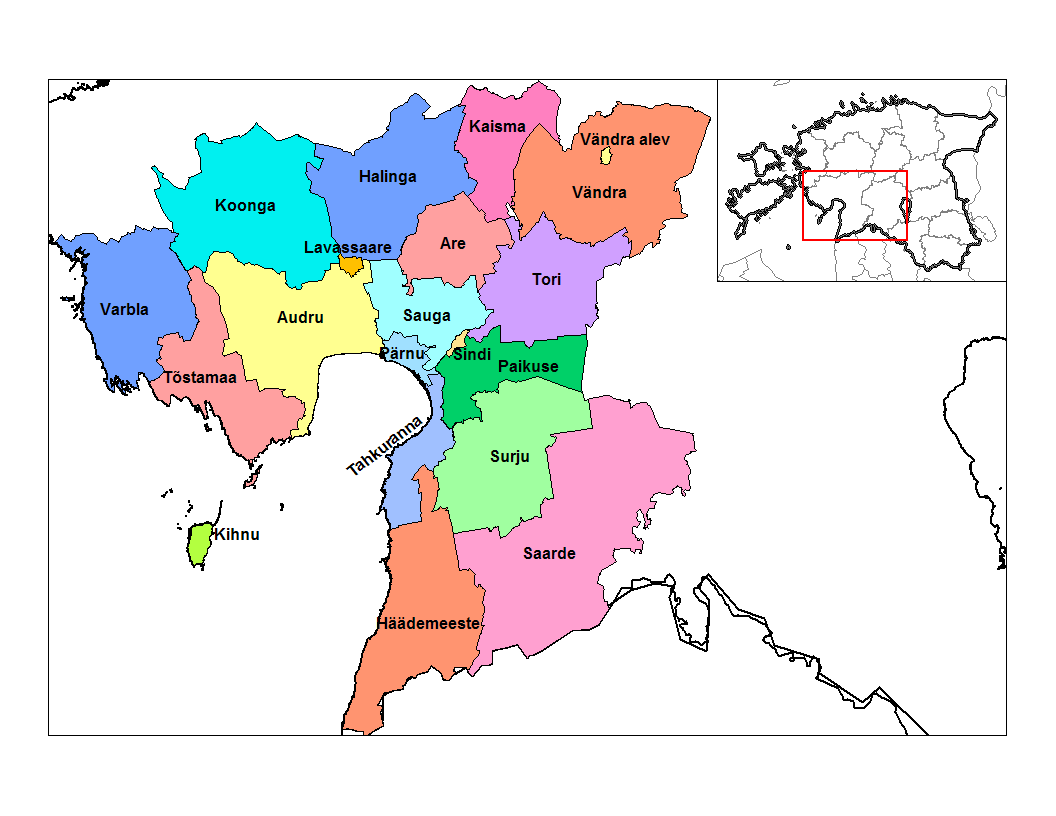
Kommunindelningen i landskapet Pärnumaa 2005-2009.

Landskapet har tidigare varit indelat i 24 kommuner, varav tre stadskommuner och fyra köpingskommuner.

### Stadskommuner
- Kilingi-Nõmme
- Pärnu
- Sindi

### Köpingskommuner
- Lavassaare
- Pärnu-Jaagupi
- Tootsi
- Vändra

### Landskommuner
- Are
- Audru
- Halinga
- Häädemeeste
- Kaisma
- Koonga
- Kynö
- Paikuse (inkluderade köpingen Paikuse)
- Saarde
- Sauga
- Surju
- Tahkuranna (Uulu)
- Tali
- Tori
- Tõstamaa
- Varbla
- Vändra

### Administrativ historik
- 1996 uppgick Pärnu-Jaagupi köping i Halinga kommun.
- 2005 uppgick Kilingi-Nõmme stad samt Tali kommun i Saarde kommun.
- 2009 uppgick Kaisma kommun i Vändra kommun.
- 2013 uppgick Lavassaare köping i Audru kommun.

## Orter
Efter gränsjusteringar som följd av kommunreformen 2017 finns det i landskapet Pärnumaa fyra städer, fem köpingar, nio småköpingar samt 392 byar.

### Städer
- Kilingi-Nõmme
- Lihula
- Pärnu
- Sindi

### Köpingar
- Lavassaare
- Paikuse
- Pärnu-Jaagupi
- Tootsi
- Vändra

### Småköpingar
- Are
- Audru
- Häädemeeste
- Sauga
- Tihemetsa
- Tori
- Tõstamaa
- Virtsu
- Võiste